# Witkowo Pierwsze
Witkowo Pierwsze (tzw. Młodzieżówka)  – osada w Polsce, w województwie zachodniopomorskim, w powiecie stargardzkim, w gminie Stargard.
Założona w latach 50. XX wieku jako baza noclegowa pracowników Spółdzielni Produkcyjnej Witkowo (późniejsza „Agrofirma Witkowo”). Wieś położona w rozwidleniu dróg z Kluczewa do Kolina oraz ze Strzyżna do Krępcewa.
Do Witkowa można dojechać linią MPK Stargard nr 30 i 36.